# Thanjavur
Thanjavur (o Tanjavur, Tanjor, Tanjore; in tamil தஞ்சாவூர்) è una suddivisione dell'India, classificata come municipality, di 215.725 abitanti, capoluogo del distretto di Thanjavur, nello stato federato del Tamil Nadu. In base al numero di abitanti la città rientra nella classe I (da 100.000 persone in su).

## Geografia fisica
La città è situata a 10° 48' 0 N e 79° 9' 0 E, nei pressi del delta del fiume Cauvery a 115 chilometri da Madurai, e ha un'altitudine di 1 m s.l.m..

## Storia
Tanjore fu la capitale dell'antica dinastia indiana dei Chola.
Durante il loro impero divenne un importante centro culturale e artistico. 
Nei suoi pressi sorgono alcuni dei più importanti esemplari dell'architettura dravidica come il Brihadisvara, un grande tempio dedicato al dio Shiva fatto costruire da RajaRaja il grande intorno al 1000 d.C. con l'imponente santuario di ben tredici piani e copertura piramidale.
Alla metà del XVI secolo risalgono invece il Palazzo del Maharaja ed il Forte.

## Economia
Le principali fonti di reddito derivano dal commercio del fiorente artigianato (seta, oggetti in rame, gioielli, broccati e tappeti) e dei prodotti agricoli (riso, tabacco, canna da zucchero, palme da cocco, frutta).
Importanti sono anche le industrie tessili e alimentari.

## Società

### Evoluzione demografica
Al censimento del 2001 la popolazione di Thanjavur assommava a 215.725 persone, delle quali 106.950 maschi e 108.775 femmine. I bambini di età inferiore o uguale ai sei anni assommavano a 20.470, dei quali 10.433 maschi e 10.037 femmine. Infine, coloro che erano in grado di saper almeno leggere e scrivere erano 173.188, dei quali 90.447 maschi e 82.741 femmine.